# Myrstarr
Myrstarr (Carex heleonastes) är en halvgräsart som beskrevs av Jakob Friedrich Ehrhart och Carl von Linné d.y.. Enligt Catalogue of Life ingår Myrstarr i släktet starrar och familjen halvgräs, men enligt Dyntaxa är tillhörigheten istället släktet starrar och familjen halvgräs. Enligt den svenska rödlistan är arten starkt hotad i Sverige. Arten förekommer i Svealand, Nedre Norrland och Övre Norrland. Arten har tidigare förekommit i Götaland men är numera lokalt utdöd. Artens livsmiljö är våtmarker, skogslandskap, jordbrukslandskap.

## Underarter
Arten delas in i följande underarter:
- C. h. heleonastes
- C. h. neurochlaena